# رولاند أغيري
رولاند أغيري (بالإسبانية: Rolando Aguirre)‏ هو متسابق يخت أرجنتيني، ولد في 28 يناير 1904 في بوينس آيرس في الأرجنتين، وتوفي في 16 أغسطس 1994.

## وصلات خارجية
- رولاند أغيري على موقع أوليمبيديا (الإنجليزية)